# Margarida Malatesta
Margarida Malatesta (em italiano:  Margherita; 1370 — Mântua, 28 de fevereiro de 1399) foi senhora de Mântua pelo seu casamento com Francisco I Gonzaga.

## Família
Margarida era a filha de Galeotto I Malatesta, condotiero e senhor de Rimini e Cesena, e de Gentile da Varano. Os seus avós paterno eram Pandolfo I Malatesta, senhor de Pésaro e Rimini e Taddea da Rimini. O seu avô materno era Rodolfo II da Varano, condotiero e senhor de Camerino.

## Biografia
Em 1393, com aproximadamente 23 anos, Margarida casou-se com Francisco, de cerca de 27 anos, filho de Luís II Gonzaga e de Alda de Este. A primeira esposa dele foi Inês Visconti, executada por suposto adultério.
O casal teve apenas um filho, João Francisco. Consigo, Margarida trouxe a doença de osteomalacia que foi encontrada em seus descendentes até o século XVI.
A senhora de Mântua faleceu no dia 28 de fevereiro de 1399, e foi enterrada no Mausoléu dos Gonzaga na Igreja de São Francisco, em Mântua. Tudo o que resta de sua tumba é o arco de mármore e a figura reclinada da nobre, que podem ser encontrados no Palácio Ducal, em Veneza.

## Descendência
- João Francisco Gonzaga, Marquês de Mântua (1 de junho de 1395 – 25 de setembro de 1444), foi marido de Paula Malatesta, com quem teve seis filhos.